# Rio Caipora
Le rio Caipora est un cours d'eau qui baigne l’État de l’Acre, au Brésil. Caipora est un personnage de la mythologie Tupi-Guarani.